# Astana Challenger 2014
L'Astana Challenger 2014 è stato un torneo di tennis facente parte della categoria ATP Challenger Tour nell'ambito dell'ATP Challenger Tour 2014. È stata l'8ª edizione del torneo che si è giocato a Astana in Kazakistan dal 17 al 23 febbraio 2014 su campi in cemento indoor e aveva un montepremi di $75,000.

## Partecipanti singolare

### Teste di serie
| Nazionalità | Giocatore            | Ranking* | Testa di serie |
| ----------- | -------------------- | -------- | -------------- |
| Kazakistan  | Andrej Golubev       | 83       | 1              |
| Italia      | Matteo Viola         | 172      | 2              |
| Russia      | Konstantin Kravčuk   | 175      | 3              |
| Turchia     | Marsel İlhan         | 184      | 4              |
| Italia      | Flavio Cipolla       | 192      | 5              |
| Rep. Ceca   | Jan Mertl            | 200      | 6              |
| Russia      | Aleksandr Kudrjavcev | 201      | 7              |
| Rep. Ceca   | Jaroslav Pospíšil    | 217      | 8              |

- Ranking al febbraio 2014.

### Altri partecipanti
Giocatori che hanno ricevuto una wild card:
- Kuatbek Abiyev
- Timur Khabibulin
- Karen Chačanov
- Denis Yevseyev

Giocatori che sono passati dalle qualificazioni:
- Aleksandre Metreveli
- Nikoloz Basilašvili
- Victor Baluda
- Aleksej Vatutin

Giocatori che hanno ricevuto un entry con un protected ranking:
- Gilles Müller

## Vincitori

### Singolare
Andrej Golubev ha battuto in finale  Gilles Müller con il punteggio di 6–4, 6–4

### Doppio
Sergey Betov /  Alexander Bury hanno battuto in finale  Andrej Golubev /  Evgenij Korolëv con il punteggio di 6–1, 6–4